# Bałkan Skopje
Balkan Skopje (maced. ФК Балкан) – północnomacedoński klub piłkarski z siedzibą w stolicy kraju Skopje.

## Historia
Chronologia nazw:
- 1921–1993: FK Balkan-Streda Skopje
- 1993–1994: FK Balkanstokomerc Skopje
- 1994–1995: FK Balkan-BISI Skopje
- od 1995: FK Balkan 1921 Skopje

Klub został założony w 1921 roku jako FK Balkan-Streda Skopje. Uczestniczył w rozgrywkach lokalnych mistrzostw Jugosławii. Po proklamacji niepodległości Macedonii klub startował w mistrzostwach Macedonii. W pierwszych dwóch sezonach zdobył brązowe medale mistrzostw Macedonii. Do 1999 występował w I lidze. W sezonie 1999/2000 zajął 14. miejsce w grupie zachodniej II ligi i spadł do III ligi. W 2011 spadł do IV ligi.

## Sukcesy
- Macedońska Republikańska Liga:
  - mistrz (1): 1990
- Prwa Fudbalska Liga:
  - 3. miejsce (2): 1993, 1994
- Puchar Macedonii:
  - ćwierćfinalista (1): 1998

## Stadion
Stadion Czair może pomieścić 5,000 widzów.